# Galero

Wappenzier eines Kardinal-Erzbischofs, erkennbar anhand des erzbischöflichen Vortragekreuzes hinter dem Wappenschild und dem scharlachroten Kardinalshut mit 30 seitlichen Quasten (fiocchi)

Der Galero (italienisch; Plural Galeri), auch Prälatenhut oder Kardinalshut genannt, ist ein großer, sehr flacher, bei Kardinälen scharlachroter Hut mit breiter Krempe, von dem seitlich je fünfzehn Fiocchi (Quasten) herabhängen. Er ist das heraldische Zeichen der Kardinalswürde, wird im weiteren Sinn auch als mit Quasten versehener grüner, violetter und schwarzer flacher Hut in den Wappen anderer kirchlicher Würdenträger bezeichnet.

## Entwicklung
Der Galero entstand aus einem flachen Pilgerhut mit breitem Rand, der in der kirchlichen Heraldik in verschiedenen Farben und unterschiedlicher Anzahl von Quasten als allgemeines Würdezeichen für Geistliche der römisch-katholischen Kirche Verwendung findet.
Nach dem Streit zwischen Papst- und Kaisertum floh Papst Innozenz IV. vor Friedrich II. nach Lyon. Weihnachten 1245 setzte der Papst 13 neu ernannten Kardinälen beim Konzil von Lyon erstmals einen roten Seidenhut auf. Die Prälatenhüte sind ab dem 13. Jahrhundert verbreitet. Erst seit 1833 unter dem Pontifikat von Papst Gregor XVI. bestimmen sie den Rang des Würdenträgers einheitlich nach einem vorgegebenen System.

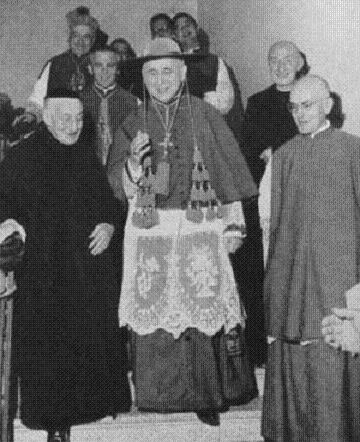
Der Mailänder Erzbischof Giovanni Kardinal Colombo mit Galero ca. 1965

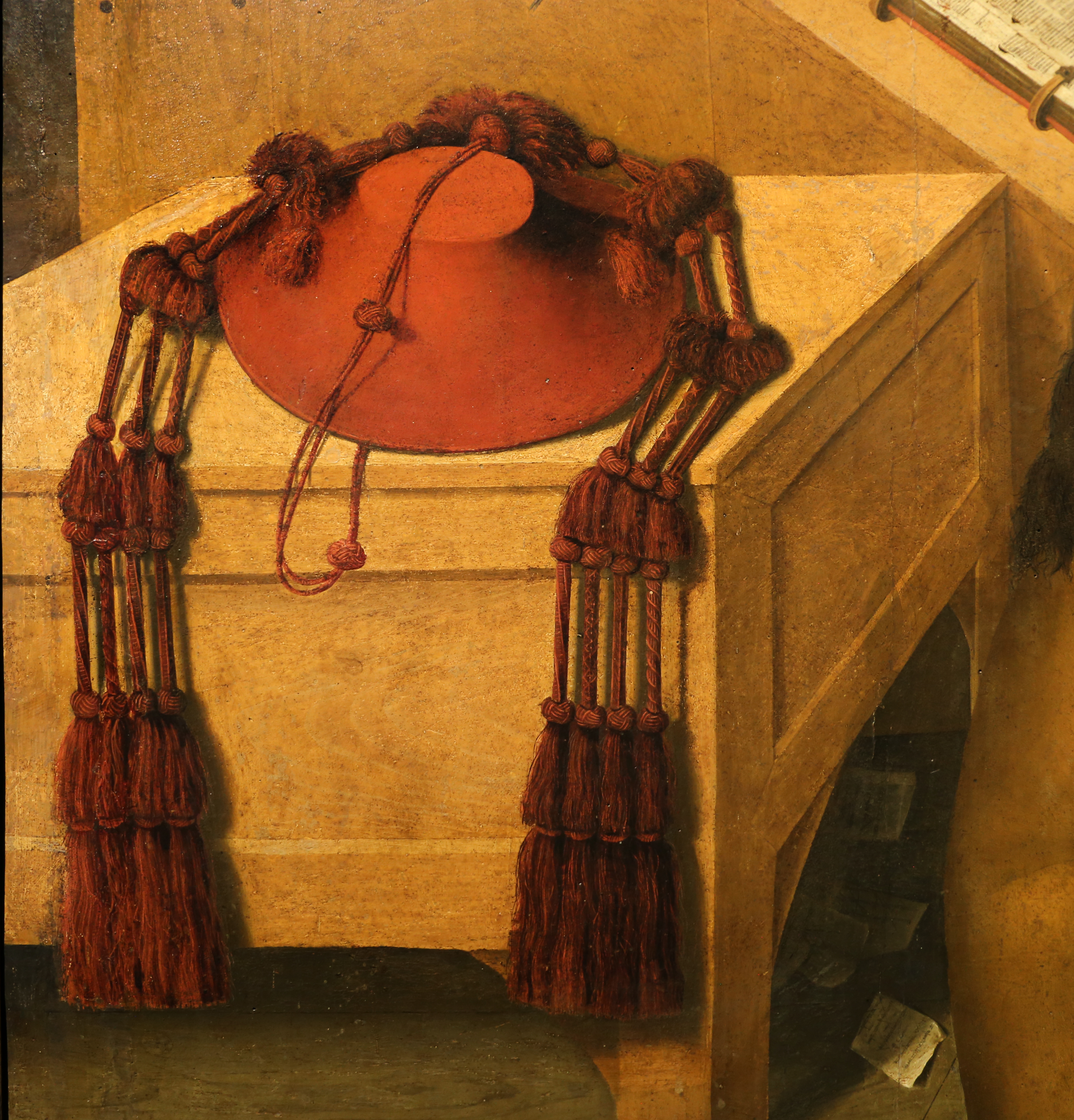
Galero auf einem historischen Gemälde

## Verwendung
Ursprünglich wurde der Galero den Kardinälen bei ihrer feierlichen Ernennung durch den Papst überreicht. Nach deren Tod wurde er, falls diese Diözesanbischöfe waren, in ihrer Kathedrale über ihrem Grab aufgehängt und solange dort belassen, bis ihr Körper vollkommen zu Staub verfallen war. Er diente damit auch als eine Erinnerung an die Vergänglichkeit irdischen Seins. In der Funktion als Grabschmuck findet der Galero noch heute vereinzelt eine Verwendung. Der Galero als tatsächlicher Kopfschmuck wurde 1969 von Paul VI. abgeschafft.
Vom Galero ist der kleinere sogenannte römische Hut (Cappello romano) oder Saturno zu unterscheiden, der keine zeremoniellen Aufgaben, sondern nur praktische Zwecke, beispielsweise Sonnenschutz, erfüllt. Er ist bis heute im Gebrauch, ihn können alle Geistlichen, auch einfache Priester, zur Soutane tragen. Er ist grundsätzlich schwarz, mit unterschiedlich gefärbten Hutbändern oder -schnüren für Bischöfe und Kardinäle, nur der Saturno des Papstes ist entweder weiß oder rot. Einen Galero haben die Päpste hingegen nie getragen, ebenso wenig wie das vierkantige Birett, eine andere Version des Priesterhutes, den alle Geistlichen − vom Pfarrvikar bis zum Kardinal − in unterschiedlichen Farben zur Soutane tragen können.

## Heraldik
Obwohl der Galero eigentlich nur von Kardinälen getragen wurde, fand er dennoch Eingang in die Heraldik anderer kirchlicher Würdenträger. Je nach Rang des Wappenträgers erscheint er als unterschiedlich gefärbter Hut mit einer verschieden großen Anzahl an seitlich herabhängenden Quasten, welche den Wappenschild umgeben.
Der Galero im Wappen von Kardinälen ist scharlachrot mit insgesamt 30 Quasten zu fünf Reihen (1, 2, 3, 4, 5), der von Patriarchen grün mit ebenfalls 30 Quasten, der von Erzbischöfen grün mit 20 Quasten in vier Reihen (1, 2, 3, 4). Eine Ausnahme stellt das Wappen des Erzbischofs von Salzburg dar, das auch ohne Kardinalswürde immer einen roten Galero mit 20 roten Quasten zeigt. Der ebenfalls grüne Galero in den Wappen von Bischöfen und Äbten von Territorialabteien hat zweimal 6 Quasten. Neben rot und grün werden noch die Farben violett für apostolische Protonotare sowie den Ehrenprälaten des Papstes (päpstlicher Hausprälat) und schwarz für Äbte, Monsignori, den Kaplan des Papstes, General- und erzbischöfliche Vikare mit jeweils zwölf Quasten in drei Reihen (1, 2, 3) verwendet. Kanoniker, Domkapitulare und Domherren führen sechs Quasten in zwei Reihen (1, 2) im Wappen, Dekane, Priore und Oberer vier Quasten in zwei Reihen (1,1) und Priester zwei Quasten in einer Reihe, um die Wappen dieser Ränge in der kirchlichen Ehrenhierarchie deutlich zu bezeichnen. Das de facto selten verwendete Wappen eines Priesters beispielsweise zeigt einen schwarzen Galero mit zwei seitlich herabhängenden Quasten (Fiocchi).
Im tatsächlichen Gebrauch orientiert sich die heraldische Gestaltung mitunter auch an historischen, aber aktuell nicht mehr bestehenden Verhältnissen: So führen die Bischöfe von Trier, aktuell Stephan Ackermann, traditionell in ihrem Wappen 20 Quasten in vier Reihen, da es sich um ein ehemaliges Erzbistum (bis 1801) handelt.

Wappen eines Primas (ohne Kardinalswürde)
Wappen eines Erzbischofs (wegen des Doppelkreuzes) und Metropoliten (wegen des Palliums)
Wappen eines Bischofs
Wappen eines Abtes
Wappen eines Kanonikers, Domkapitulars oder Domherren
Wappen eines Priesters